# Региментар (Полша-Литва)
Региментар (от латински: regimen – управление) е висш военен ранг в Жечпосполита през XVII–XVIII в. Региментарите са назначени от Сейма или краля като заместници на коронния хетман. През XVII в. региментари са и командирите на народната милиция в отсъствие на местния кастелан или войвода.
Един от първите региментари е назначеният през 1623 г. Стефан Хмелецки, заместил пленения при Цецора Станислав Конецполски при защитата на Украйна от набезите на кримските татари.
По време на полско-руската война от 1632 – 1634 крал Владислав IV назначава за региментар Александър Гошевски, докато призовава враждуващите в Литва Лев Сапеха и Кшищоф Радзивил в сейма за коронацията си.
През 1648 г. по време на въстанието на Хмелницки коронният хетман Миколай Потоцки и Марчин Калиновски попадат в казашки плен. Тогава са избрани трима региментари: Миколай Остророг, Владислав Oстрогски-Заславски и Александър Конецполски, а след това вместо тях Йереми Вишньовецки и Андрей Фирлей, само за да бъдат заменени на следващата година от Станислав Ланцкоронски, отново Конецполски и Фирлей.
В периода на Потопа, след като хетманът и велики литовски княз Януш Радзивил преминава на страната на шведите региментар през 1655 – 1656 г. става опонента му Павел Сапега.
Короната тогана изпитва остър недостиг на военачалници, тъй като Станислав Ланцкоронски, Александър Конецполски, Александър Вишньовецки и Ян Собиески са се заклели във вярност към Карл X. В тази ситуация за региментар е назначен Стефан Чарнецки, който дори и след завръщането на всички командири остава на поста си, поради много голямата маса войски, необходима за справяне с Швеция и Русия.
Понякога се случва, че и самият хетман назначава региментар, когато по различни причини не може да командва лично. Така и Ян III Собиески през 1666 назначава Себастиан Mаховски, а през 1672 и Станислав Карл Лужецки. Барската конфедерация също има свой главен региментар, който действа като земски маршал. За последен път в историята региментари са се появили по време ноемврийското въстание, когато през 1830 година са организирани две нови военни формирования.
|  | Тази страница частично или изцяло представлява превод на страницата Regimentarz в Уикипедия на полски. Оригиналният текст, както и този превод, са защитени от Лиценза „Криейтив Комънс – Признание – Споделяне на споделеното“, а за съдържание, създадено преди юни 2009 година – от Лиценза за свободна документация на ГНУ. Прегледайте историята на редакциите на оригиналната страница, както и на преводната страница, за да видите списъка на съавторите. ВАЖНО: Този шаблон се отнася единствено до авторските права върху съдържанието на статията. Добавянето му не отменя изискването да се посочват конкретни източници на твърденията, които да бъдат благонадеждни. |